# Tomáš Hübschman
Tomáš Hübschman (* 4. září 1981 Praha) je bývalý český profesionální fotbalista, který hrával na pozici defenzivního záložníka či středního obránce. Svou hráčskou kariéru ukončil v létě 2024 v dresu českého klubu FK Jablonec. Mezi lety 2001 a 2014 odehrál také 58 utkání v dresu české reprezentace, v nichž vstřelil 1 branku. Zahrál si na závěrečných turnajích EURO 2004 a EURO 2012. V srpnu 2024 se Hübschman stal novým generálním sportovním manažerem české reprezentace.
Deset let hrál Hübschman v ukrajinském klubu Šachtar Doněck, s nímž vyhrál mnoho trofejí včetně titulu v Poháru UEFA 2008/2009. Je také mistrem Evropy hráčů do 21 let z roku 2002. V témže roce zvítězil v české anketě Fotbalista roku v kategorii Talent roku.
Od února roku 2017 je patronem Hráčské fotbalové unie (HFU), kde je i členem širšího vedení.

## Klubová kariéra

### AC Sparta Praha, FK Jablonec

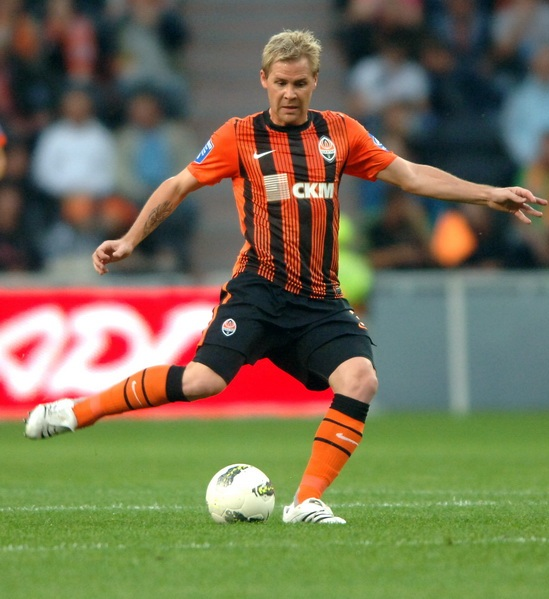
Tomáš Hübschman v dresu Šachtaru Doněck.

S fotbalem začínal již v pěti letech v dresu pražské Sparty. Postupem času nastupoval za všechny žákovské a mládežnické týmy letenského mužstva. První profesionální smlouvu podepsal v roce 1998 (jako sedmnáctiletý), a to se Spartou. Svou první ligovou sezónu (2000/01) odehrál na hostování v barvách prvoligového týmu FK Baumit Jablonec, stal se pilířem obrany. Pro následující sezónu se vrátil zpět do svého mateřského klubu a působil v něm ještě následující dvě sezóny, během nichž okusil zápasy Ligy mistrů, vyhrál českou ligu a triumfoval i v českém poháru.

### Šachtar Doněck
Jeho tehdejší výkony zaujaly pozorovatele zahraničních klubů a tak se v roce 2004 zrodil přestup do zahraničního mužstva. Tomáš Hübschman podepsal smlouvu na pět let s ukrajinským Šachtarem Doněck. V týmu panovala s jeho výkony spokojenost a Hübschmanovi bylo nabídnuto prodloužení smlouvy až do roku 2011, na které přistoupil.
Dne 20. května 2009 se stal se Šachťarem Doněck vítězem posledního ročníku Poháru UEFA, byť finálové utkání nemohl hrát kvůli karetnímu trestu.
V dubnu 2013 získal s ukrajinským týmem sedmý ligový titul, Šachtaru jej zaručila remíza 1:1 s Metalistem Charkov čtyři kola před koncem soutěže. Osmý ligový titul získal hned v následujícím ročníku 2013/14. Po této sezóně mu však vypršela smlouva a Hübschman ukrajinský celek po deseti letech opustil.

### FK Baumit Jablonec
V červenci 2014 podepsal tříletý kontrakt v místě svého dřívějšího hostování, severočeském klubu FK Baumit Jablonec. V týmu se stal kapitánem. Po 10 sezónách, tedy v červnu 2024, ukončil profesionální kariéru a bude se živit jako agent.

## Reprezentační kariéra

### Mládežnické reprezentace
Tomáš Hübschman se již od svých 14 let objevuje v mládežnických reprezentacích. Zúčastnil se Mistrovství světa ve fotbale hráčů do 20 let 2001 v Argentině, kde ČR prohrála ve čtvrtfinále 0:1 s Paraguayí. O rok později byl členem týmu, který na mistrovství Evropy hráčů do 21 let vybojoval zlaté medaile, když porazil ve finále Francii.

### A-mužstvo
Za českou seniorskou reprezentaci poprvé nastoupil 10. listopadu 2001 v kvalifikačním utkání o Mistrovství světa 2002 proti Belgii (prohra 0:1), kdy o poločase vystřídal Vladimíra Šmicera.
Po evropském šampionátu 2012 nastoupil v prvním přátelském utkání nového reprezentačního cyklu 15. srpna 2012 ve Lvově proti domácí Ukrajině (0:0), 8. září v Kodani proti Dánsku (kvalifikační zápas o MS 2014 v Brazílii, opět 0:0) a v dalším přátelském utkání v Teplicích proti Finsku 11. září (prohra 0:1). Objevil se v základní sestavě v kvalifikačním zápase 12. října proti Maltě. Po čtyřzápasovém střeleckém trápení českého týmu bez vstřeleného gólu (mimo tří výše zmíněných zápasů ještě prohra 0:1 z evropského šampionátu s Portugalskem)  zvítězila ČR 3:1, v nastaveném čase chytil ještě Petr Čech přísně nařízený pokutový kop. 16. října 2012 nastoupil Hübschman v Praze v kvalifikačním zápasu s Bulharskem (0:0). První gól v seniorské reprezentaci vstřelil 11. října 2013 proti domácí Maltě, ve 3. minutě otevíral skóre duelu (konečný výsledek 4:1 pro ČR).
Účast Tomáše Tomáše Hübschmana na vrcholových turnajích:
- EURO 2004 v Portugalsku
- EURO 2012 v Polsku a na Ukrajině

#### EURO 2004
Tomáš Hübschman se zúčastnil Mistrovství Evropy 2004, kde český tým získal společně s Nizozemskem bronzové medaile.
Nastoupil pouze do druhého poločasu posledního zápasu českého celku v základní skupině proti Německu, v němž si trenér Karel Brückner mohl dovolit 9 změn v sestavě, neboť reprezentace měla po výhrách 2:1 nad Lotyšskem a 3:2 nad Nizozemskem jisté první místo ve skupině a postup do čtvrtfinále. Český tým porazil Německo 2:1 a vyhrál skupinu s plným počtem bodů (9).

#### EURO 2012
V roce 2012 jej trenér Michal Bílek nominoval na Mistrovství Evropy ve fotbale 2012 v Polsku a na Ukrajině, kde se český tým ocitl v papírově snadné základní skupině A společně s Polskem, Ruskem a Řeckem. V prvním zápase (8. června 2012) šel Hübschman na hřiště až na začátku druhého poločasu, byl u prohry českého mužstva 1:4 s Ruskem.
Ve druhém zápase základní skupiny (12. června 2012) nahrával na první gól utkání proti Řecku Petru Jiráčkovi, český tým nakonec zvítězil 2:1.
I v posledním utkání základní skupiny 16. června proti Polsku (výhra ČR 1:0) na hřišti exceloval a významně se podílel na postupu českého týmu z prvního místa ve skupině A s celkově šesti body (přes pasivní skóre 4:5 ze tří zápasů) do čtvrtfinále turnaje proti Portugalsku. V 72. minutě Tomáš Hübschman zachytil nepřesnou rozehrávku polských hráčů za půlící čárou, přihrál volnému Barošovi, jenž si naběhl na hranici velkého vápna a přiťukl míč Petru Jiráčkovi, ten pak prostřelil polského brankáře Przemysława Tytońa.
Čtvrtfinálový zápas ve Varšavě (21. června 2012) proti Portugalsku český tým prohrál 0:1 a s turnajem se rozloučil. Tomáš Hübschman hrál do 86. minuty, pak jej vystřídal Tomáš Pekhart.

### Reprezentační góly a zápasy

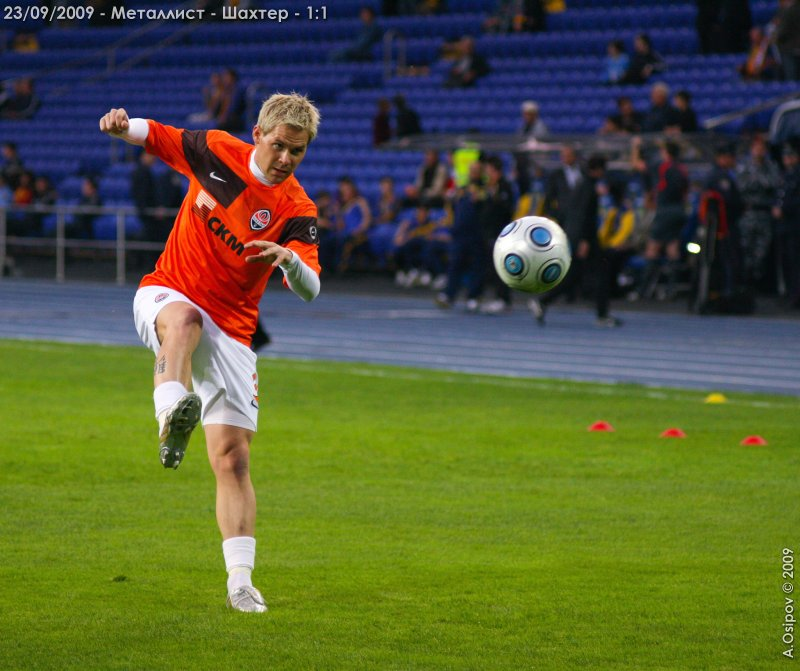
Tomáš Hübschman.

Góly Tomáše Hübschmana v A-mužstvu české reprezentace 
| Gól | Datum        | Stadion                                   | Soupeř | Skóre (min.) | Výsledek | Soutěž                 |
| --- | ------------ | ----------------------------------------- | ------ | ------------ | -------- | ---------------------- |
| 010 | 11. 10. 2013 | Národní stadion Ta' Qali, Ta' Qali, Malta | Malta  | 00:1 0(3.)   | 1:4      | kvalifikace na MS 2014 |

Zápasy Tomáše Hübschmana v A-mužstvu české reprezentace 
| Rok    | Zápasy | Góly |
| ------ | ------ | ---- |
| 2001   | 2      | 0    |
| 2002   | 6      | 0    |
| 2003   | 4      | 0    |
| 2004   | 5      | 0    |
| 2005   | 3      | 0    |
| 2009   | 5      | 0    |
| 2010   | 8      | 0    |
| 2011   | 7      | 0    |
| 2012   | 12     | 0    |
| 2013   | 5      | 1    |
| 2014   | 1      | 0    |
| Celkem | 58     | 1    |

## Soukromý život
S manželkou Janou vychovávají dceru Michaelu. Tomáš Hübschman se angažuje v charitativní činnosti a podporuje dobročinné akce.
Je také členem týmu Real TOP Praha, v jehož dresu se zúčastňuje charitativních zápasů a akcí.